# Isaac Buckley-Ricketts
Isaac Bradley Jordan Buckley-Ricketts (Manchester, 14 marzo 1998) è un calciatore inglese, attaccante del Curzon Ashton.

## Caratteristiche tecniche
È un'ala destra.

## Carriera

### Club
Cresciuto nelle giovanili del Manchester City, ha esordito il 13 agosto 2017 con la maglia del Twente in un match perso 2-1 contro il Feyenoord. Successivamente ha giocato 11 partite nella terza divisione inglese con l'Oxford Utd.

### Nazionale
Ha giocato nelle nazionali giovanili inglesi Under-18, Under-19 ed Under-20.

## Statistiche

### Presenze e reti nei club
Statistiche aggiornate al 16 gennaio 2018.
| Stagione        | Squadra         | Campionato      | Campionato | Campionato | Coppe nazionali | Coppe nazionali | Coppe nazionali | Coppe continentali | Coppe continentali | Coppe continentali | Altre coppe | Altre coppe | Altre coppe | Totale | Totale | Totale |
| Stagione        | Squadra         | Comp            | Pres       | Reti       | Comp            | Pres            | Reti            | Comp               | Pres               | Reti               | Comp        | Pres        | Reti        | Pres   | Reti   |        |
| --------------- | --------------- | --------------- | ---------- | ---------- | --------------- | --------------- | --------------- | ------------------ | ------------------ | ------------------ | ----------- | ----------- | ----------- | ------ | ------ | ------ |
| 2017-2018       | Twente          | ERE             | 6          | 0          | CO              | 2               | 0               |                    | -                  | -                  |             | -           | -           | 8      | 0      |        |
| Totale Carriera | Totale Carriera | Totale Carriera | 6          | 0          |                 | 2               | 0               |                    | -                  | -                  |             | -           | -           | 8      | 0      |        |